# دوربین یکبار مصرف

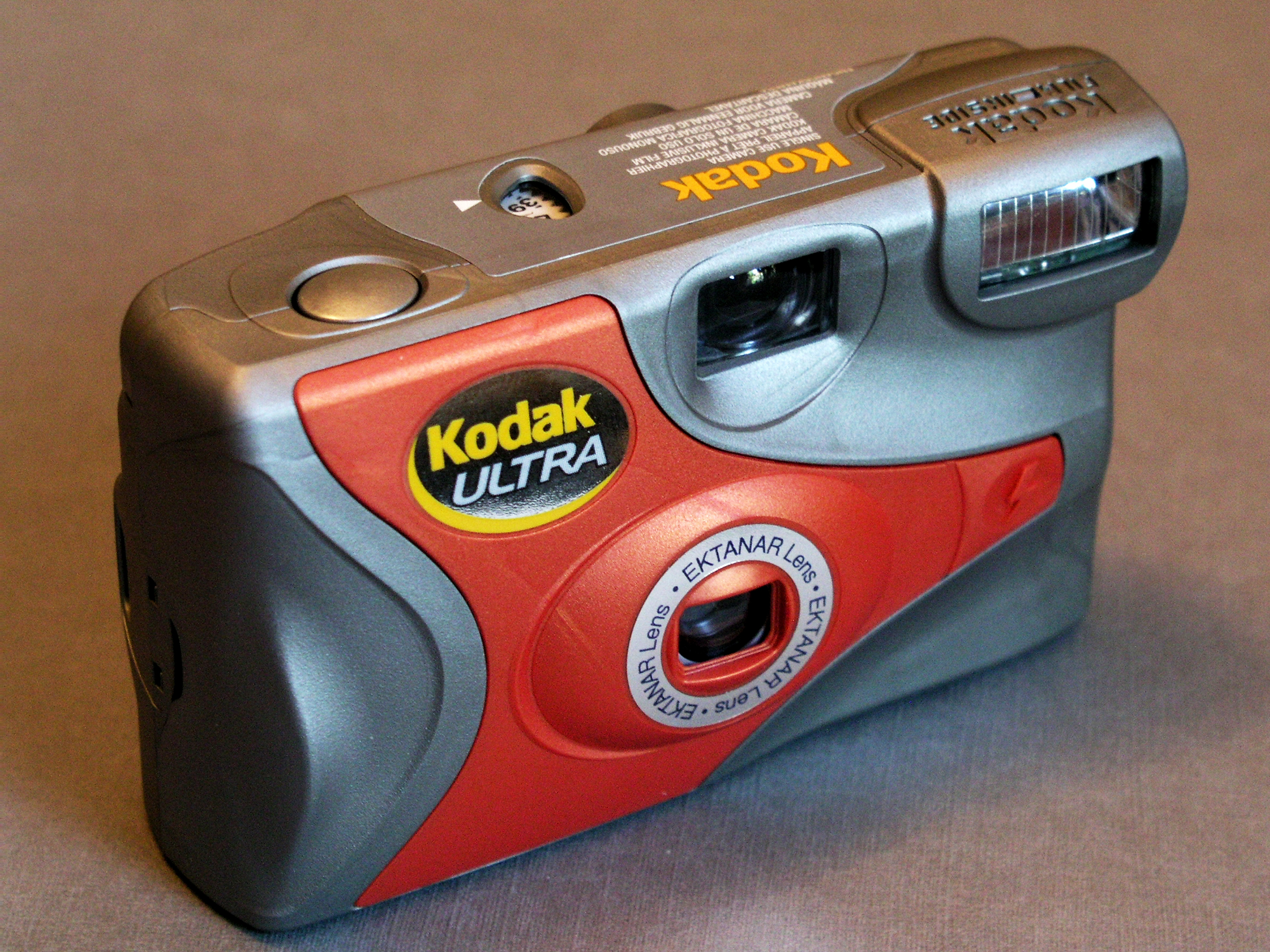
دوربین یک بار مصرف کداک اولترا با فلاش داخلی

دوربین‌های یکبار مصرف دوربین‌های جعبه‌ای ساده‌ای هستند که یک بار استفاده می‌شوند. بیشتر آن‌ها از لنزهای ثابت استفاده می‌کنند. بعضی از آن‌ها به فلاش‌های یکپارچه مجهز شده‌اند و حتی نمونه‌های ضد آب آن‌ها هم برای عکاسی در زیر آب وجود دارد. در داخل هم این دوربین‌ها از یک فیلم ۱۳۵ یا یک کارتریج APS استفاده می‌کنند.
در حالی که بعضی از یک بار مصرف‌ها شامل یک کارتریج حقیقی هستند که به عنوان دوربین‌های قابل استفادهٔ مجدد استفاده می‌شوند و بقیه فقط در داخل دارای یک فیلم هستند که روی یک قرقرهٔ باز قرار می‌گیرد. بعضی از دوربین‌ها بازیافت می‌شوند و دوباره با فیلم پر شده و به فروش می رسند. این دوربین‌ها برای پردازش به سبک یکسان با دوربین‌های فیلمبرداری بر می گردند.
به‌طور کلی دوربین یکبار مصرف نشان دهندهٔ بازگشت به مدل کسب و کار توسط کداک برای دوربین KODAK خود می‌باشد. این دوربین‌ها به‌طور خاص برای شرایطی که دوربین‌های عادی و قابل استفادهٔ مجدد به راحتی دزدیده یا خراب می‌شوند و زمانی که دوربین عادی کسی فراموش شده‌است ویا اگر کسی استطاعت خرید دوربین‌های عادی را ندارد معروف شده‌اند.

## تاریخچه
شرکتی به نام Photo-Pac از سال ۱۹۴۹ تولید دوربینی مقوایی را آغاز کرد که هشت عکس می انداخت و برای ظاهر کردن و پردازش آن‌ها فرستاده می شد. این دوربین‌ها گران بوده و در حالی که صحنه‌های دوست داشتنی و زیبا خود را نشان می دادند٬ در مکان‌های امن خانه نگهداری می شدند. اذیت شدن به دلیل از دست دادن فرصت‌هایی برای عکس انداختن باعث شد H.M.Stiles راهی برای چسباندن یک فیلم ۳۵ میلی‌متری در یک بستهٔ ارزان٬ بدون مکانیزم گران و با دقت انتقال فیلم اختراع کند. قیمت آن ۱.۲۹ دلار بود و اگر چه به‌طور باورنکردنی به دوربین‌های یکبار مصرف امروزی شبیه بود اما این دوربین‌ها در بازار موفق نبودند.
در سال ۱۹۶۶ یک کمپانی فرانسوی به نام FEX یک دوربین یکبار مصرف به نام Photo Pack Matic را معرفی کرد که دارای ویژگی نمایان کردن ۱۲ عکس ۴×۴ بود.
دوربین‌های یکبار مصرف حال حاضر در سال ۱۹۸۶ توسط فوجی فیلم پیشرفت کردند. Utsurun-Desu (به معنای" عکس می‌گیرد") یا Quick Snap آن ها٬ از فیلم‌های ۳۵ میلی‌متری استفاده می‌کرد در حالی که مدل Fling 1987 شرکت Eastman Kodak بر پایهٔ ۱۱۰ فیلم بود. Kodak در سال ۱۹۸۸ یک ورژن ۳۵ میلی‌متری ارائه کرد و در سال ۱۹۸۹ ورژن ۳۵ میلی‌متری را fun saver نامگذاری کرد و مدل Fling 110 را متوقف کرد.
در ژاپن Utsurun در سال ۱۹۸۶ با قیمت ۱۳۸۰ ین وارد بازار شد و مورد استقبال قرار گرفت. به دلیل تقاضای فوری شرکت‌هایی مثل Konica ٬ Canon و Nikon خیلی سریع مدل‌های خود را تولید کردند. شرکت Fuji برای باقی ماندن در عرصهٔ رقابت ویژگی‌های پیشرفته‌ای از مدل اصلی خود را از قبیل عکس با چشم‌انداز وسیع٬ ضد آب بودن و دارا بودن فلاش را معرفی کرد. حتی بعضی از دوربین‌ها دارای ویژگی زوم دستی هستند که با تغییر مکان دو عدد لنز در مقابل دیافراگم کار می‌کند.
در سال ۲۰۰۵ دوربین‌های یکبار مصرف به کالای اصلی بازار دوربین‌های فیلم دار تبدیل شدند و دوربین‌های یکبار مصرف فلاش دار رواج پیدا کردند.

## کاربردهای معمول
دوربین‌های یکبار مصرف بین گردشگران و کسانی که دور دنیا سفر می‌کنند٬ به خاطر ذخیره کردن عکس‌های ماجراجویی هایشان محبوب شده‌اند. از اواخر سال ۱۹۹۰ ٬ دوربین‌های یکبار مصرف به‌طور فزاینده‌ای به عنوان کمکی برای عروسی محبوب شده‌اند که معمولاً در مراسم عروسی روی میزهای پذیرایی قرار داده می‌شوند تا توسط مهمانان برای گرفتن عکس از منظرهٔ بی‌نظیر این رخداد استفاده شوند. این دوربین‌ها معمولاً در رنگ‌های مختلف در دسترس اند تا با تم عروسی هماهنگ باشند. رنگ‌هایی مانند: سفید مایل به کرم٬ آبی٬ سفید و طلایی.
اصطلاحاً"کیت دوربین تصادف" که شامل دوربین‌های یکبار مصرف فیلمی می‌شود٬ به‌طور گسترده برای گرفتن عکس از مدرک بعد از یک تصادف٬ در وسایل نقلیه به کار برده می‌شود. عکاسی با فیلم( دوربین‌های فیلمی) به‌طور بالقوه‌ای معتبر تر از عکاسی دیجیتال (که عکس‌هایش به آسانی ویرایش می‌شوند) برای عکاسی از رویداد یک مشاجره می‌باشد.
لنزهای پلاستیکی و ارزان معمول آن ها٬ کیفیت سؤال‌برانگیز فیلم٬ فاصله کانونی ثابت ولی در عین حال سرعت و ویژگی عکسبرداری با یک اشاره٬ دوربین یکبار مصرف را برای بسیاری از عکاسانی که از سبک "less than perfect"( کمتر از عالی) که این دوربین‌ها فراهم می‌کنند لذت می برند٬ محبوب کرده‌است که حتی فراتر از عکاسی دیجیتال٬ در افزایش محبوبیت "لوموگرافی" نیز دیده می‌شود. 
همچنین این وسیله باعث هدایت تعدادی پروژه از نوع "هنر گمشده" شده‌است که دوربین‌های یکبار مصرف در مکان‌های عمومی با یک پیام برای هر کسی که دوربین را پیدا کند رها می‌شوند تا آن شخص تعدادی عکس بگیرد و سپس دوربین را بازگرداند یا آن را به فرد دیگری بدهد. قیمت کم این دوربین‌ها آن‌ها را به ابزاری عالی برای این‌گونه پروژه‌ها تبدیل کرده‌است.

## دیجیتال
دوربین‌های یکبار مصرف دیجیتال( و همچنین دوربین‌های فیلمبرداری یکبار مصرف دیجیتال) در بعضی فروشگاه‌ها در دسترس هستند. برای مثال در سال ۲۰۰۴ معرفی یک دوربین دیجیتال در آمریکا اتفاق افتاد. یکبار مصرف‌های دیجیتال موفقیت همتایان فیلمی شان (دوربین‌های فیلمی) را نداشتند. احتمالاً به دلیل هزینهٔ پروسه( مخصوصاً در مقایسه با استفادهٔ دوربین‌های دیجیتال معمولی) و کیفیت ضعیف عکس ها( در مقایسه با یک دوربین دیجیتال معمولی یا یک دوربین فیلمی یکبار مصرف). معمولاً صفحه نمایش تعداد عکس‌های باقی‌مانده را نشان می‌دهد و وقتی که ظرفیت تمام شد٬ دوربین به مغازه بازگردانده می‌شود. سپس فایل‌های دیجیتال از دوربین خارج می‌شوند و در عوض نگه داشتن دوربین( بازگردانده شدن آن)٬ برای مشتری چاپ می‌شوند یا بر روی CD( یا DVD برای دوربین فیلمبرداری) ذخیره می‌شوند. تقریباً همهٔ دوربین‌های یکبار مصرف برای از بین بردن نیاز به بازگرداندنشان به مغازه با موفقیت هک شده‌اند. انگیزه برای این کار شامل صرفه جویی در هزینه و به‌طور معمول چالش غلبه بر تحمیل سطحی است( مانند ایجاد کردن محدودیت ذخیرهٔ ۲۵ عکس بر روی حافظه‌ای داخلی که می‌تواند تا ۱۰۰ عکس را ذخیره کند).

## کاربردهای دیگر
خازن‌های ولتاژ بالای فلاش عکس در بعضی دوربین‌ها گاهی خارج می‌شوند و برای دستگاه‌های قدرت مانند تفنگ‌های سیم پیچ٬ تفنگ‌های بی حس کردن و پروژه‌های شمارندهٔ گایگر خانگی استفاده می‌شوند.